# Corynosoma validum
Corynosoma validum är en hakmaskart som beskrevs av Van Cleave 1953. Corynosoma validum ingår i släktet Corynosoma och familjen Polymorphidae. Inga underarter finns listade i Catalogue of Life.